# Jesus carregando a cruz

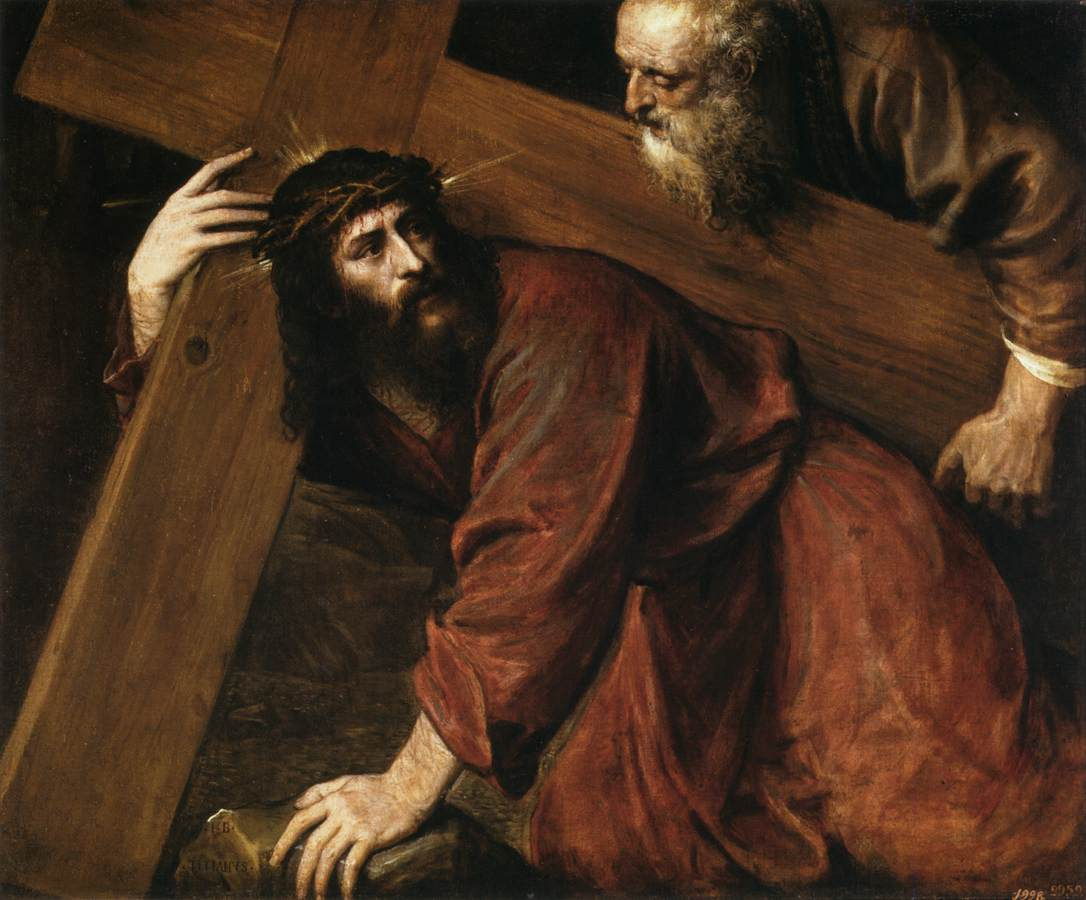
Cristo carregando a cruz.
1565. Por Ticiano, atualmente no Museu do Prado.

Jesus carregando a cruz a caminho da sua crucificação é um episódio da vida de Jesus relatado nos quatro evangelhos canônicos e um tema muito comum na arte cristã, especialmente nas catorze estações da cruz, conjuntos que atualmente se encontram em praticamente todas as igrejas católicas. Porém, o tema aparece também em outros contextos, incluindo obras singulares e ciclos da Vida de Cristo ou da Paixão de Cristo. Outros nomes são Procissão ao Calvário e Caminho do Calvário, sendo que Calvário ou Gólgota se referem ao local da crucificação, fora de Jerusalém. A verdadeira rota seguida é comumente chamada de Via Dolorosa em Jerusalém, embora o caminho específico tenha variado ao longo dos séculos e continue sendo tema de debates.

## Narrativa bíblica

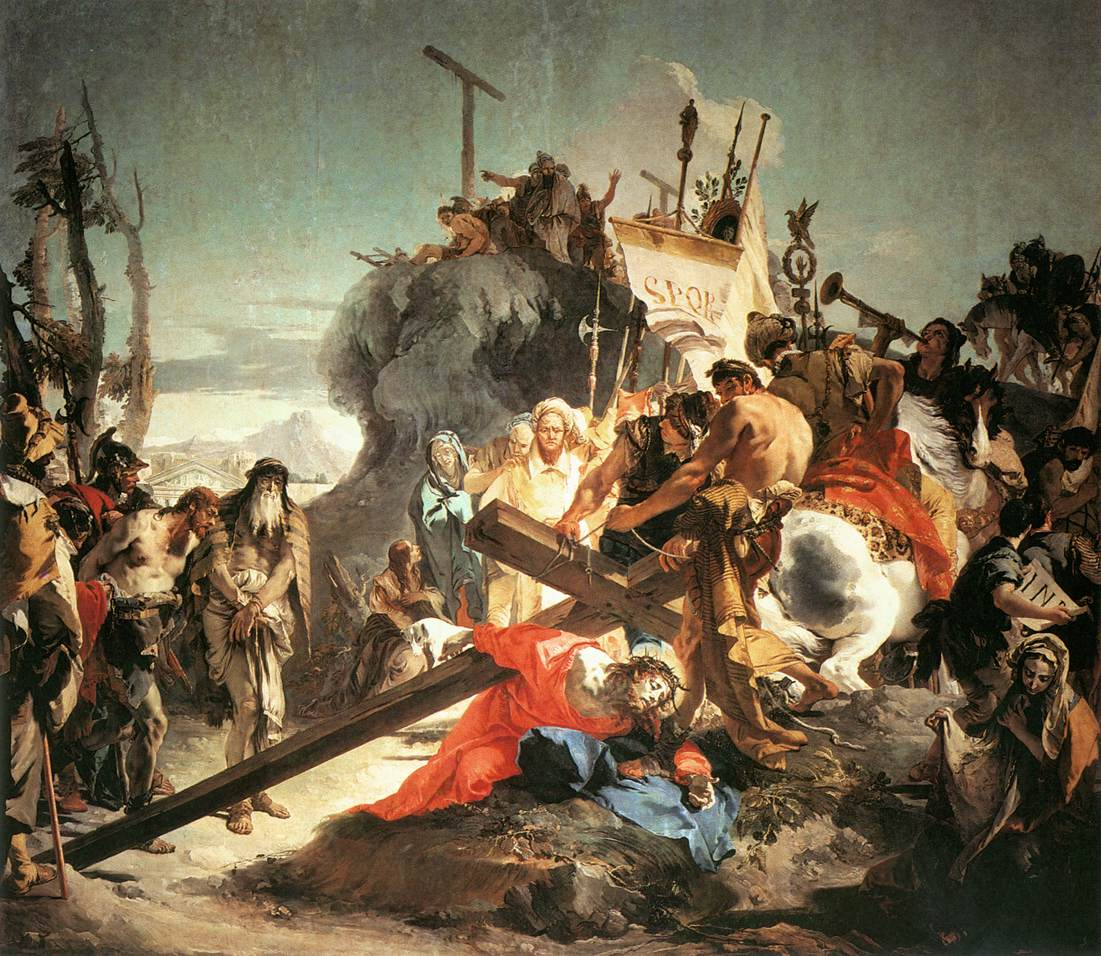
Jesus carregando a cruz.
1737-38. Por Tiepolo, atualmente na Igreja de Sant'Alvise, em Veneza.

O episódio é mencionado, sem muitos detalhes, nos quatro evangelhos canônicos: Mateus 27:31–33, Marcos 15:20–22, Lucas 23:26–32 e João 19:16–18. Com exceção de João, todos incluem Simão Cireneu, que foi recrutado pelos soldados romanos para ajudar a carregar a cruz. Acadêmicos modernos, baseando-se em descrições de criminosos carregando a trave horizontal da cruz feitas por Plauto e Plutarco, geralmente interpretam a descrição evangélico como relatando que Jesus - e depois Simão - carregou apenas o pesado patíbulo, a trave horizontal, até um poste (stipes), que ficava permanentemente fincado na terra no Gólgota. Porém, na iconografia cristã de Jesus e Simão, eles aparecem geralmente carregando a cruz completa.
Apenas Lucas menciona as "mulheres de Jerusalém", cujo número foi depois, nas obras patrísticas e na arte cristã, expandido para incluir as Três Marias e a Virgem Maria. Este encontro é geralmente localizado nos portões da cidade, como na maioria das pinturas, que também as mostram seguindo Jesus e este virando para falar com elas. Outros episódios foram elaborados posteriormente, com o véu de Verônica aparecendo a partir do século XIII, e as quedas de Cristo, eventualmente três, aparecendo primeiro no final da Idade Média. Lucas menciona que os dois ladrões estavam também no grupo seguindo para o Gólgota, mas não diz se eles tiveram também que carregar suas cruzes e, embora seja fácil identificá-los nas representações artísticas, suas cruzes são muito raramente representadas. Algumas obras, como Il Spasimo de Rafael, a Procissão ao Calvário, de Pieter Bruegel, o Velho (em Viena), e a obra de Jacopo Bassano em Londres, mostram as duas cruzes dos ladrões já montadas no local da execução ao fundo distante.
É também importante o verso Mateus 16:24, no qual São Francisco de Assis baseou a sua primeira regra monástica, de 1221: "Então disse Jesus a seus discípulos: Se alguém quer vir após mim, negue-se a si mesmo, tome a sua cruz e siga-me." São Francisco também costumava ser levado com uma corda à volta do pescoço como um exercício de penitência, a corda sendo um detalhe adicionado a muitas representações de duas passagens do Antigo Testamento: «Ele foi oprimido, contudo humilhou-se a si mesmo, e não abriu a boca. Como o cordeiro que é levado ao matadouro, e como a ovelha que é muda diante dos que a tosquiam; assim não abriu ele a boca» (Isaías 53:7) e «Mas eu era como um manso cordeiro que é levado ao matadouro...» (Jeremias 11:19), ambos muito citados nos comentários medievais. Na tipologia medieval, Isaac carregando a madeira para o seu sacrifício é o paralelo mais comum para o episódio, geralmente mostrado como uma cena complementar.

## Referências devocionais

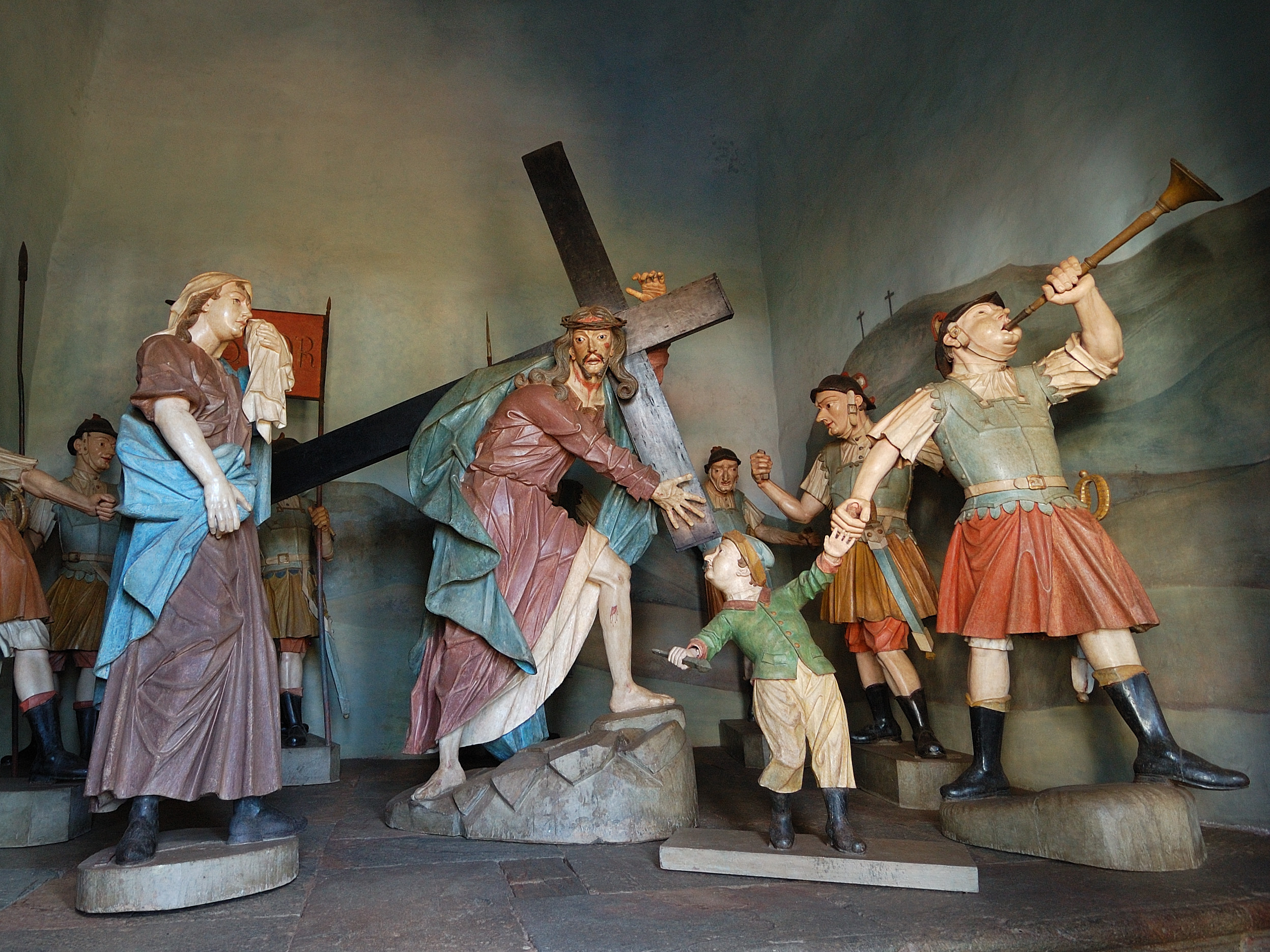
Caminho para o Calvário.
Séc. XIX. Por Aleijadinho, no Santuário do Bom Jesus de Matosinhos, em Congonhas, no estado de Minas Gerais.

## História

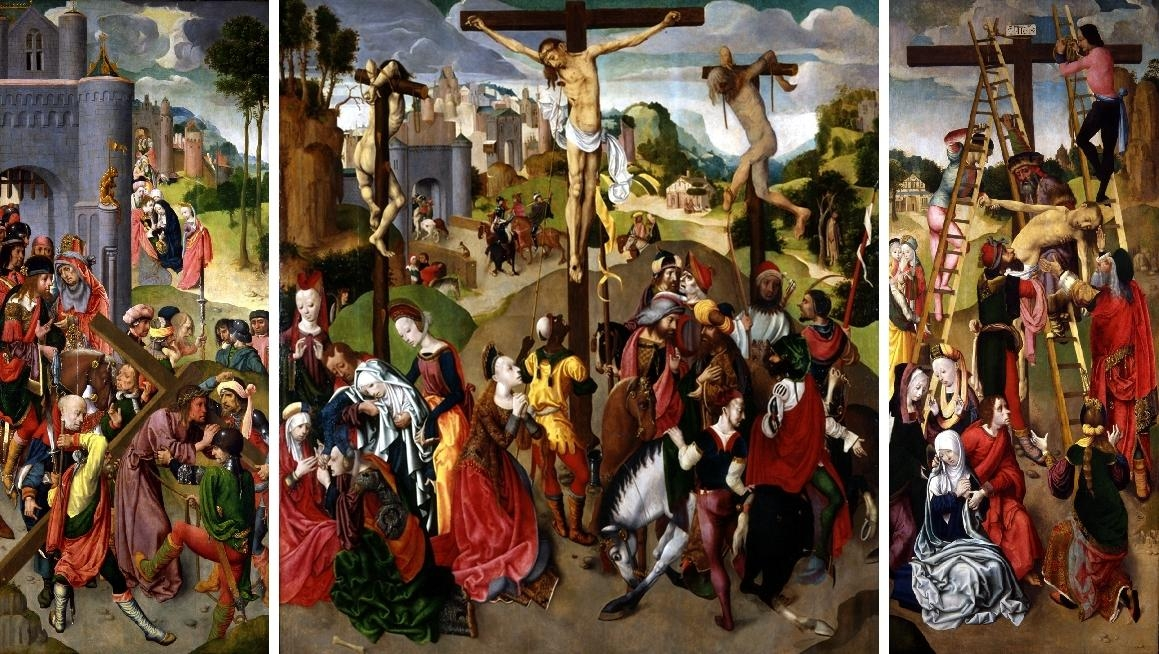
Tríptico com Jesus carregando a cruz à esquerda, a crucificação no meio e a deposição à direita.
.1495. Pelo Mestre da Virgo inter Virgines, atualmente no Bowes Museum, na Inglaterra.

## Galeria

Cristo, com um retrato do doador, um frade dominicano, Barna da Siena, 1330-1350, atualmente na Coleção Frick.
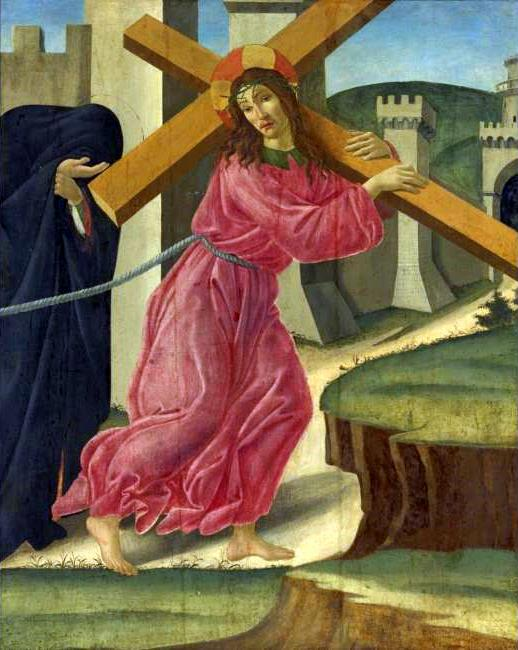
Sandro Botticelli, 1490-91.
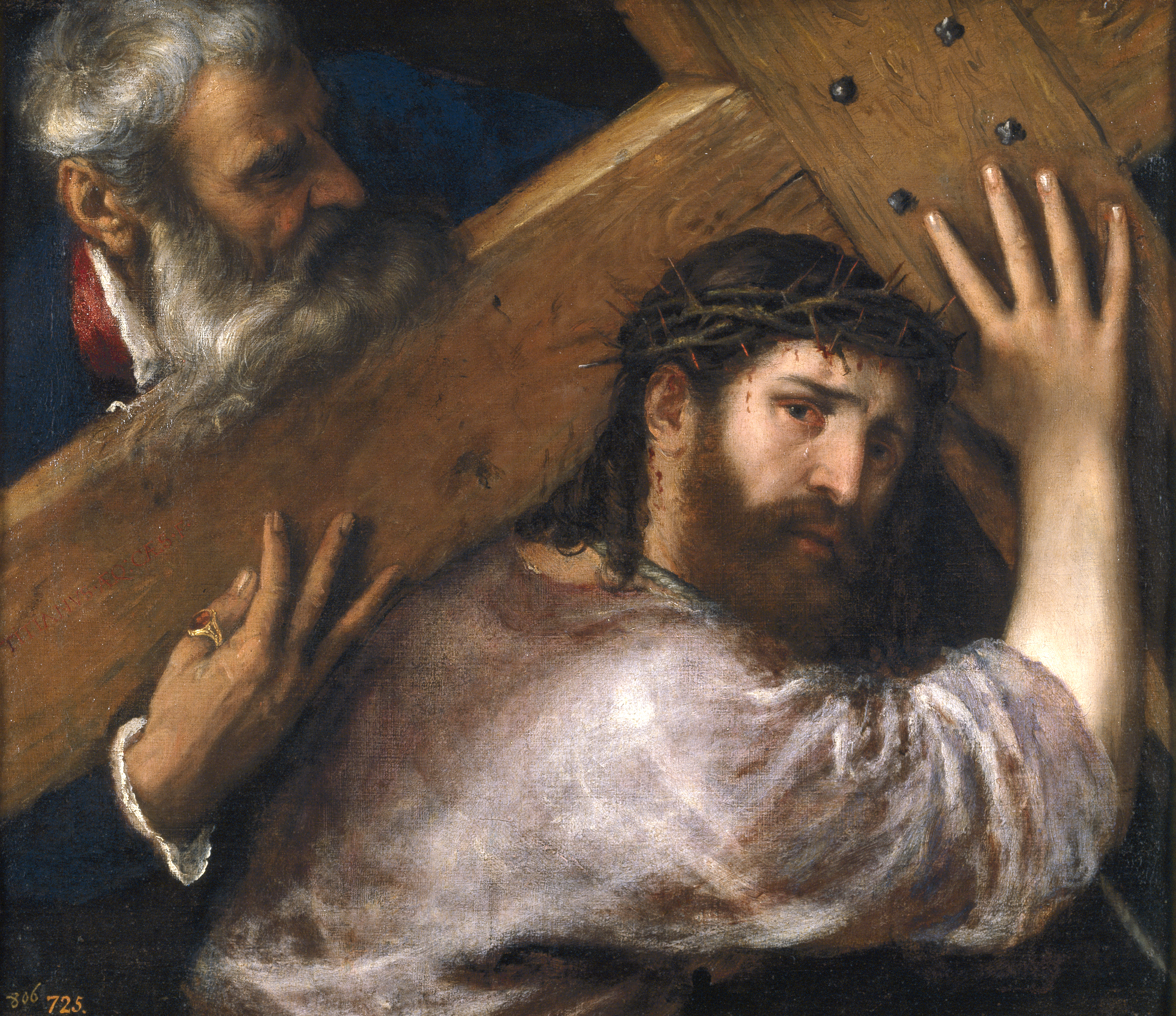
Ticiano, c. 1565
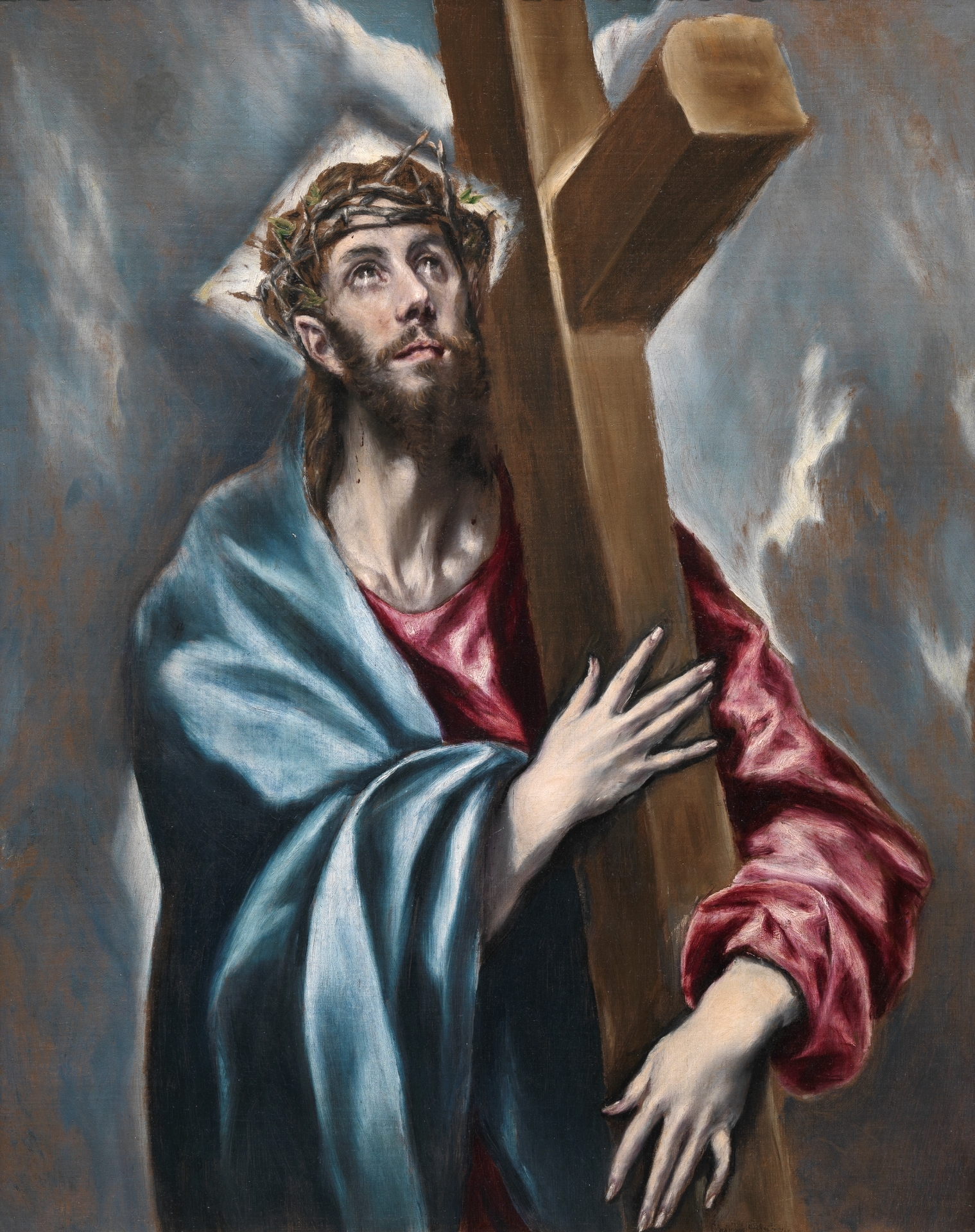
El Greco, c. 1602